# 熊本空港アクセス鉄道計画
熊本空港アクセス鉄道計画は、熊本空港（愛称:阿蘇くまもと空港）への空港アクセス鉄道を建設する計画である。2024年現在JR九州豊肥線肥後大津駅と空港を結ぶ肥後大津ルートについて熊本県とJR九州が合意している。

## 概要
熊本空港へのアクセス手段はバス・タクシーといった道路交通に依存しているため、朝・夕のラッシュの影響を受け、「定時性」「速達性」「大量輸送性」の確保が課題となっている。そのような中、インバウンド消費が増加し、さらには空港コンセッション方式の導入により、今後利用者の大幅な増加が見込まれていることから、熊本県において、鉄道による空港アクセスの改善が検討されている。なお、旅客者数が本空港を上回る国内空港のうち空港連絡鉄道が整備されていない場所は、九州自動車道溝辺鹿児島空港ICに隣接し車・バスによる利便性が高い鹿児島空港のみとなっている。

## 沿革
熊本県においては、1997年から断続的にアクセス改善のための調査が行われており、2005年から2007年にかけて豊肥本線から延伸する鉄道計画の検討を実施。2005年に鉄道延伸・熊本市電延伸・IMTS等のシステム比較検討、2006年度に豊肥本線三里木駅からの空港への鉄道新線のルート・事業費調査、2007年度に需要量調査を行ったものの、2008年6月に採算性確保が困難として凍結された。
その後、航空機の乗降客数や着陸回数の増加、外国人旅行者の増加、空港周辺地域における人口増加、九州新幹線の全線開業、熊本県民総合運動公園の利用者増加、熊本地震からの創造的復興のための「大空港構想 Next Stage」におけるアクセス改善明記、空港コンセッションによる民間委託・新ターミナルビル建設等による空港利用者の増加といった環境変化を背景として、2018年度に改めて概略調査が行われた。交通システム検討については「豊肥本線延伸」「熊本駅からのモノレール」「健軍町停留場からの市電延伸」が検討され、空港アクセスの改善や事業スキーム、財政負担等の観点から総合的に検討し、定時性、速達性、大量輸送性に優れ、事業費を相対的に低く抑えることができ、併せて採算性が見込める「鉄道延伸」が最も効果的かつ、より早期に実現できる可能性が高いとされた。さらに、鉄道延伸のルートについては「三里木駅」「原水駅」「肥後大津駅」の3ルートが検討され、県民総合運動公園や運転免許センター付近に中間駅を設置可能である三里木ルートを軸に検討を進めるとされた。概算事業費はこの時点で約380億円。事業スキームについては、県が中心に設立する第三セクター鉄道が鉄道施設を整備し、効率的な運行を行うため、JR九州へ運行を委託し、国から最大限の支援を得ながら県が残る整備費を負担し、運行開始後、既存路線（豊肥本線等）の増収効果が見込まれるJR九州から事業費の3分の1を上限に協力を得る方式をもとにJR九州と協議を実施するとされた。
2019年度に独立行政法人鉄道建設・運輸施設整備支援機構に委託した詳細調査では、「三里木から緩やかにカーブし国道57号線沿いの市街地を高架で超える約9.3㎞のA1ルート」「A1と同ルートで市街地を地下線で越えるA2ルート」「三里木から急カーブし市街地を地下線で越える約9.0kmのBルート」「空港周辺施設を迂回し地下線を用いる約10.7kmのCルート」が提示され、概算事業費は最低のA1ルートで437億円、最高のCルートで561億円とされた。需要予測は、熊本国際空港株式会社の2051年度空港利用者622万人の想定目標値を前提に、2029年の開業時に空港利用者3500人・一般利用者4000人の計7500人とされた。事業採算性は、現行の国の補助制度（補助率18%）を前提とした場合、単年度黒字化までに32年、累積黒字は40年以内の黒字化困難とされた。一方、国と県それぞれ3分の1を補助する独自スキームを前提とした場合、単年・累積とも黒字化に2年と算出された。なお、2018年調査で1.5と算出されていた費用便益比は算出に至らず、新型コロナウイルスによる航空需要の激減もあり2020年6月12日には蒲島郁夫県知事が事業再検討を表明。継続調査を実施することとし、事業費縮減を目的とした構造工法見直しや費用便益分析の調査、交通システム比較の再調査を実施した。併せて、有識者、交通事業者、経済界などの代表で構成する空港アクセス検討委員会が設置された。
2021年6月に公表された継続調査結果では、最短ルート（2019年度調査のBルート）を基本にトンネル等の構造工法を見直すなどし、概算事業費は税抜きで435～450億円、需要利用者数の予測は5000人とされた。国と県がそれぞれ3分の1を補助する独自スキームを前提とした場合、開業33年目で累積黒字転換可能と算出された。なお2019年度調査で算出に至らなかった費用便益分析については、30年間で便益比1.04と算出され、国の予算化の目安である「1」を上回った。
2021年11月、半導体受託製造（ファウンドリ）の世界最大手である台湾積体電路製造（TSMC）の熊本県内への進出決定を受け、鉄道計画について三里木ルート案に加え、より効率的・効果的なルートについて検討することを知事が表明する。同年12月には空港周辺地域の人や物の流れの変化を踏まえて同地域の可能性を最大化するため、TSMC進出予定地に最も近い原水駅で分岐する「原水ルート」や豊肥本線の電化区間の終点である肥後大津駅から分岐する「肥後大津ルート」についても調査を実施することを表明した。
なお、県や沿線自治体で構成する「南阿蘇鉄道再生協議会」は、南阿蘇鉄道高森線の列車を立野駅から肥後大津駅まで乗り入れさせる構想を推進している。JR九州も乗り入れに協力する意向を示しており、2021年10月、立野駅の構内改良工事の設計に着手した。
2022年11月9日、有識者による第5回空港アクセス検討委員会が開かれ、事業費が最も低く、費用便益比が最も高くなる「肥後大津ルートが妥当」と判断された。唯一豊肥本線と直通できるルートであり、熊本駅と空港が直結する分かりやすさがあり、阿蘇方面にも行きやすい利点が委員に評価された。県は今後、410億円と見込まれる資金計画などについて国やJR九州と調整を進め、2034年度末の開業を目指す。2022年11月29日、熊本県とJR九州が肥後大津ルートで合意をした。
2023年2月3日、同年7月15日に立野駅から中松駅間で高森線が運転再開し7年3か月ぶりに全線復旧することが発表された。また、豊肥本線の肥後大津駅まで午前中の2往復が乗り入れを開始する見通しとなった。肥後大津ルートが採用されたため、空港から乗換え1回だけで高森線沿線に行けるようになる。
2024年1月1日、JR豊肥線と熊本空港を結ぶ熊本県の空港アクセス鉄道計画で、空港と肥後大津駅を結ぶルート（全長6・8キロ）に中間駅を設ける案が検討されていることが熊本日日新聞によって報道される。地域の活性化やアクセス鉄道の利用者増に向け、中間駅近くに商業施設や宅地も整備する開発構想の一環。大津町が主体となって取り組み、県も後押しする方向とのこと。